# Septūn
Septūn (persiska: سپتون, Shahrak-e Septūn) är en ort i Iran.   Den ligger i provinsen Ilam, i den västra delen av landet, 500 km sydväst om huvudstaden Teheran. Septūn ligger 163 meter över havet och antalet invånare är 503.
Terrängen runt Septūn är lite kuperad.Runt Septūn är det ganska tätbefolkat, med 96 invånare per kvadratkilometer. Närmaste större samhälle är Esteqlāl, 11,3 km öster om Septūn. Trakten runt Septūn är ofruktbar med lite eller ingen växtlighet.